# Quartier de Picpus

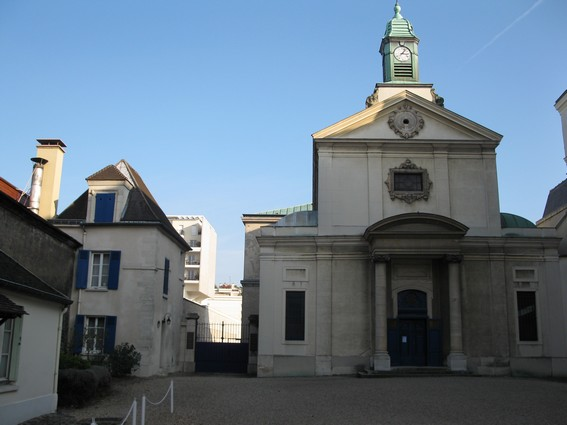
Kaple na hřbitově Picpus

Quartier de Picpus (čtvrť Picpus) je 46. administrativní čtvrť v Paříži, která je součástí 12. městského obvodu. Má rozlohu 186,3 ha a její hranice tvoří Bois de Vincennes na jihu a ulice Rue de Charenton na jihozápadě, Rue Chaligny na západě, Rue du Faubourg Saint-Antoine na severu a Rue de Picpus a Boulevard de Picpus na východě.
Z administrativního hlediska je Bois de Vincennes rozdělen mezi čtvrť Bel-Air (severní část) a čtvrť Picpus (jižní část), ovšem jeho 995 hektarů se nezapočítává do rozlohy obou čtvrtí. Park byl k 12. obvodu připojen v roce 1929.

## Historie
Čtvrť Picpus a sousední čtvrť Bel-Air byly původně součástí sousedního města Saint-Mandé. Po výstavbě hradeb kolem Paříže dokončené v roce 1844 se ocitly uvnitř opevnění. V roce 1860 byly připojeny k Paříži jako její součásti, neboť hradby se staly oficiální hranicí města.
Jméno čtvrti bylo odvozeno od pomístního jména Piquepusse.

## Vývoj počtu obyvatel
| Rok sčítání | Počet obyvatel | Hustota zalidnění (ob./km²) |
| ----------- | -------------- | --------------------------- |
| 1954        | 66 833         | 35 874                      |
| 1962        | 69 710         | 37 418                      |
| 1968        | 69 650         | 37 386                      |
| 1975        | 64 615         | 34 683                      |
| 1982        | 66 472         | 35 680                      |
| 1990        | 61 988         | 33 273                      |
| 1999        | 62 947         | 33 788                      |